# Kanton Pierre-Buffière
Kanton Pierre-Buffière (francouzsky Canton de Pierre-Buffière) je francouzský kanton v departementu Haute-Vienne v regionu Limousin. Tvoří ho osm obcí.

## Obce kantonu
- Boisseuil
- Eyjeaux
- Pierre-Buffière
- Saint-Bonnet-Briance
- Saint-Genest-sur-Roselle
- Saint-Hilaire-Bonneval
- Saint-Jean-Ligoure
- Saint-Paul